# VfB Wilhelmshaven
Der VfB Wilhelmshaven war ein Sportverein aus Wilhelmshaven. Die erste Fußballmannschaft nahm einmal an der Endrunde um die Norddeutsche Meisterschaft teil. Vorgängerverein Marine SC Wilhelmshaven wurde 1917 Norddeutscher Vizemeister.

## Geschichte
Der Verein wurde im Jahre 1907 als Marine SC Wilhelmshaven gegründet. Unter der Führung des Großadmirals Hans von Koester, damals Generalinspekteur der Kaiserlichen Marine, zählte der MSC gleich zu den spielstärksten Vereinen der Region. Schon im Jahre 1908 wurde man Bezirksmeister, scheiterte aber im Viertelfinale der Norddeutschen Meisterschaft am Bremer SC. Zwei Jahre später nahm der MSC erfolgreich Revanche, verlor aber das Halbfinale gegen Eintracht Braunschweig mit 2:5. Der sportliche Durchbruch gelang im Jahre 1917, als die Wilhelmshavener nach einem 4:2 über den Marine SC Cuxhaven und einem 7:2 über Eintracht Braunschweig das norddeutsche Endspiel erreichten. Hier behielt jedoch Borussia Harburg mit 4:1 die Oberhand. 
Nach dem Ende des Ersten Weltkrieges wurde aus dem Marine SC der VfB Wilhelmshaven. Dieser spielte ab 1921 erstklassigen Westkreisliga, später Bezirksliga Weser/Jade. Im Jahre 1923 wurde Wilhelmshaven Meister der Jadestaffel. Das Endspiel um die Bezirksmeisterschaft ging zwar gegen den VfB Komet Bremen mit 0:3 verloren, dennoch qualifizierten sich die Wilhelmshavener für die Norddeutsche Meisterschaft. Hier unterlag der VfB gegen Eintracht Braunschweig mit 0:4.
Im Frühjahr 1924 fusionierte der VfB mit dem FC Deutschland Wilhelmshaven zum Wilhelmshavener SV 06. Dieser fusionierte am 21. August 1939 mit dem VfL 05 Rüstringen zu Wilhelmshaven 05, der schließlich am 19. Juli 1972 mit Germania Wilhelmshaven zum heutigen SV Wilhelmshaven fusionierte.